# Wetmorethraupis sterrhopteron
Wetmorethraupis sterrhopteron là một loài chim trong họ Thraupidae.